# سرخط خبر

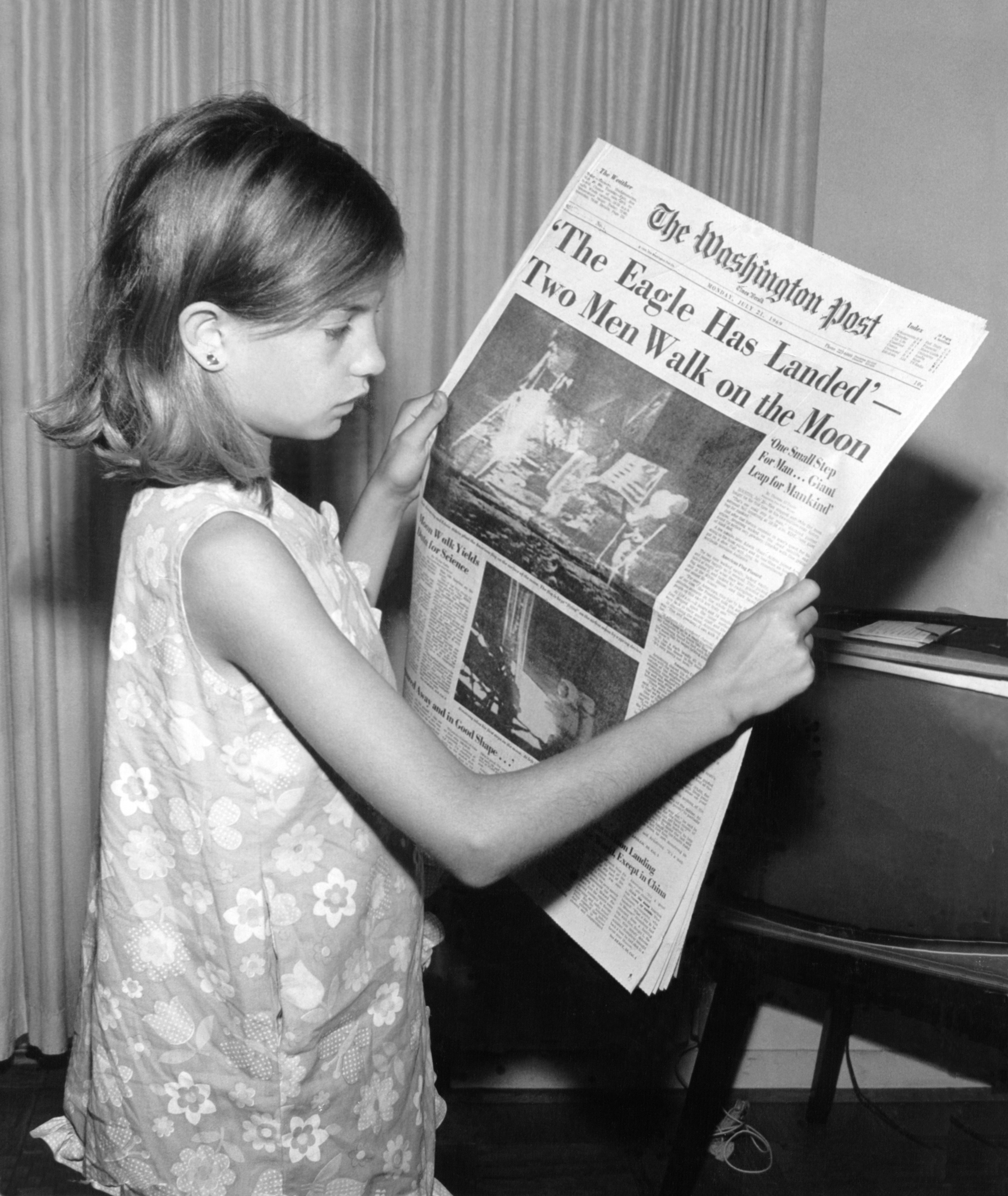
دختر بچه در حال خواندن سر خط خبر روزنامه در صفحه اول که نوشته شده که فضاپیما در ماه فرود آمده است و دو مرد درماه قدم گذاشته اند.

تیتر یا سرخط خبر اصطلاحی در روزنامه‌نگاری است و به متنی گفته می‌شود که ذات مقاله‌ای که به دنبال آن می‌آید را توصیف می‌کند. هدف از سرخط این است که به سرعت و به شکلی موجز موضوع را معرفی کند. سرخط معمولاً توسط ویراستار نوشته می‌شود اما ممکن است توسط نویسندهٔ اصلی مقاله، یا طراح چیدمان صفحه نیز نوشته شود.
اگر مهمترین خبر صفحهٔ اصلی روزنامه‌ها دارای اهمیت ویژه‌ای باشد، ممکن است سرخط نیز متناسب با آن بزرگ‌تر نوشته‌شود.
برخی از روزنامه‌ها از شوخی، جناس، واج‌آرایی یا دیگر اشکال بازی با واژگان در سرخط‌های خود استفاده می‌کنند.